# Albright-Knox Art Gallery
Albright-Knox Art Gallery (w skrócie AK) – muzeum sztuki w Buffalo, w stanie Nowy Jork, założone w 1862 roku, jako Buffalo Fine Arts Academy. Jest jedną z najstarszych, publicznych instytucji artystycznych w Stanach Zjednoczonych. Kolekcja muzeum liczy ponad 6 500 eksponatów obejmujących dzieła sztuki nowoczesnej i współczesnej, amerykańskiej i europejskiej.
W 1971 roku neoklasycystyczny, zaprojektowany przez Edwarda Brodheada Greena budynek Albright-Knox Art Gallery został wpisany na listę National Register of Historic Places pod nr #71000538.

## Historia
W grudniu 1862 roku powołano do życia Buffalo Fine Arts Academy. Obok Corcoran Gallery of Art, Pennsylvania Academy of the Fine Arts, Wadsworth Atheneum i Yale University Art Gallery była ona jedną z najstarszych, publicznych instytucji artystycznych w Stanach Zjednoczonych. W 1900 roku przedsiębiorca John J. Albright (1848–1931) przekazał fundusze w wysokości 300 000 dolarów na budowę nowej siedziby galerii. Budynek w stylu neoklasycznym zaprojektował Edward Brodhead Green, a jego otwarcie, jako Albright Art Gallery, miało miejsce 31 maja 1905 roku.
W połowie XX wieku największego wsparcia muzeum udzielił Seymour H. Knox Jr. (1898–1990). W 1926 roku wszedł on w skład zarządu Albright Art Gallery. Przyczynił się też do wzbogacenia zbiorów muzeum przekazując na jego rzecz prawie 160 dzieł sztuki. Był promotorem sztuki współczesnej w Buffalo. Przez 60 lat czynnie wspierał muzeum. Dzięki jego funduszom stało się możliwe zbudowanie nowego skrzydła galerii, zaprojektowanego przez Gordona Bunshafta. Nowe skrzydło oddano do użytku w 1962 roku, a muzeum, w uznaniu zasług Knoxa, przyjęło nową nazwę, Albright-Knox Art Gallery.

## Zbiory
Niewielka, ale reprezentatywna kolekcja sztuki nowoczesnej i współczesnej w Albright-Knox Art Gallery należy do znaczących w świecie. Kolekcja ta jest szczególnie bogata w dzieła sztuki powojennej, amerykańskiej i europejskiej, nabyte głównie dzięki hojności Seymoura H. Knoxa Jr. Reprezentowane są tu prace twórców ekspresjonizmu abstrakcyjnego (Arshile Gorky, Jackson Pollock), pop-artu (Andy Warhol i Jasper Johns) i sztuki powstałej w okresie od lat 70. do końca XX wieku.
Wiek XIX reprezentują tacy artyści jak Paul Gauguin i Vincent van Gogh. Kubizm, surrealizm, konstruktywizm i inne postępowe tendencje lat 20. i 30. dokumentują znaczące dzieła Pabla Picassa, Georges’a Braque’a, Henriego Matisse'a, André Deraina, Joana Miró, Pieta Mondriana, Aleksandra Rodczenkio i innych.
Kupowane są też prace odzwierciadlające nowe trendy w sztuce współczesnej w XXI wieku, w tym znaczące dzieła takich artystów, jak: Matthew Barney, Mark Bradford, Tara Donovan, Teresita Fernandez, Liam Gillick, Félix González-Torres, Mona Hatoum, Jim Lambie, Catherine Opie, Jennifer Steinkamp i Philip Taaffe.

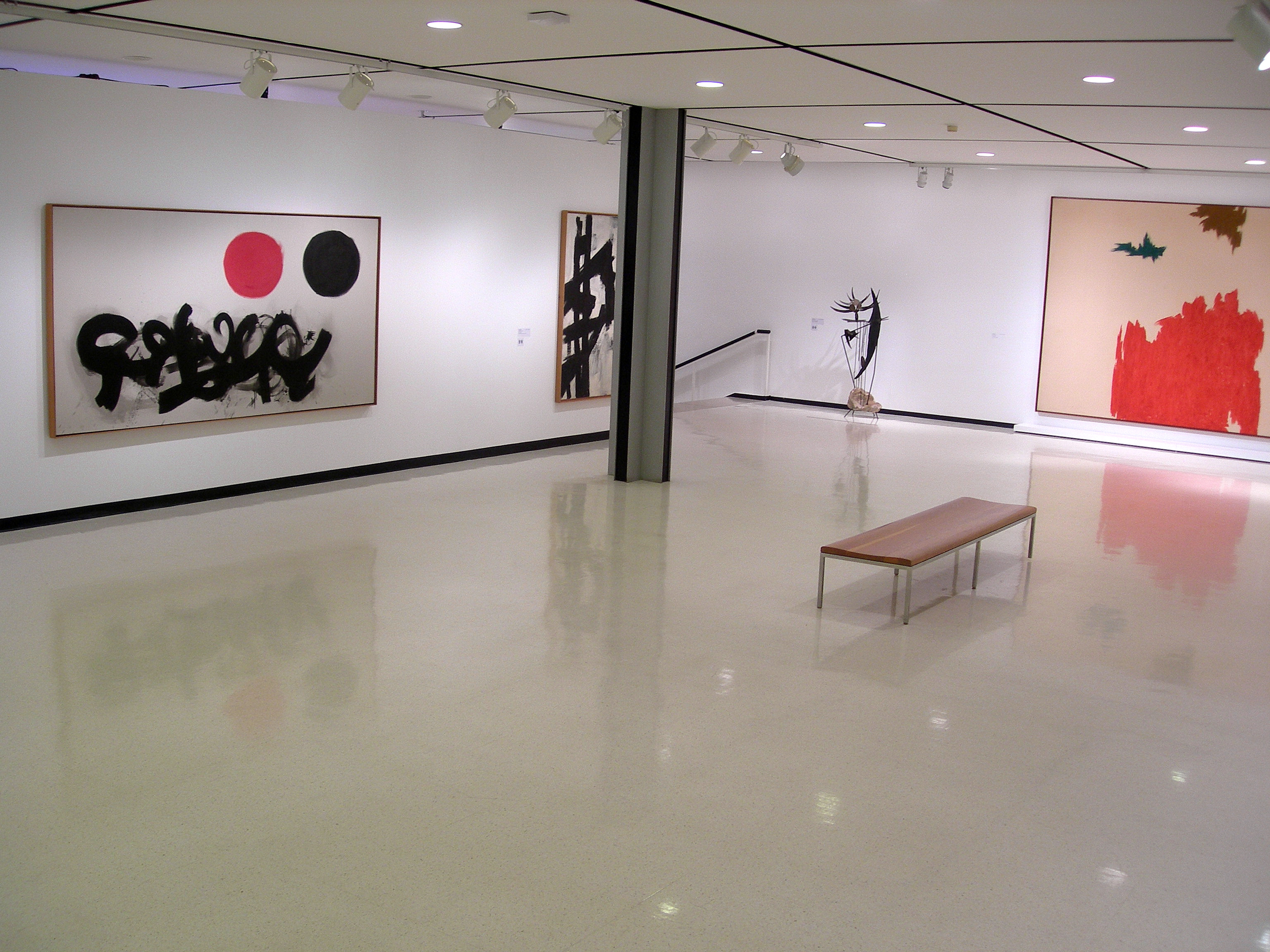
Jedna z sal wystawowych muzeum

Wiele kontrowersji i protestów wywołała w marcu 2007 roku sprzedaż przez muzeum kolekcji ponad 20 cennych antyków, za które uzyskano ponad 18 milionów dolarów. Według wyjaśnień dyrektora i rady zarządu muzeum, podjęto starania o sprzedaż tego eksponatów, ponieważ ich posiadanie kłóci się z profilem placówki, który wyznacza głównie sztuka nowoczesna i współczesna. To na potrzeby zakupu dzieł z tych dziedzin miały pójść uzyskane w wyniku sprzedaży środki.
W 2013 roku dyrektorem muzeum (11. z kolei) został Fin Janne Sirén, dr Institute of Fine Arts New York University (2001), od 2007 roku dyrektor Muzeum Sztuki w Helsinkach (fiń. Helsingin taidemuseo), które również specjalizuje się w gromadzeniu dzieł sztuki nowoczesnej i współczesnej. Jego pierwszym znaczącym posunięciem był zakup latem tego samego roku wielkoformatowego (3 × 6 m) płótna Morgenthau Plan, namalowanego w 2012 roku niemieckiego malarza Anselma Kiefera. Dzieło to zostało udostępnione publiczności 17 listopada w ramach zaplanowanej na cały rok ekspozycji, do której dołączono inny, zakupiony w 1988 roku, wielkoformatowy obraz Kiefera, Droga mleczna. Obok prezentacji zorganizowano również zbieranie opinii i reakcji publiczności na temat nowego nabytku.

## Galeria

### Malarstwo amerykańskie

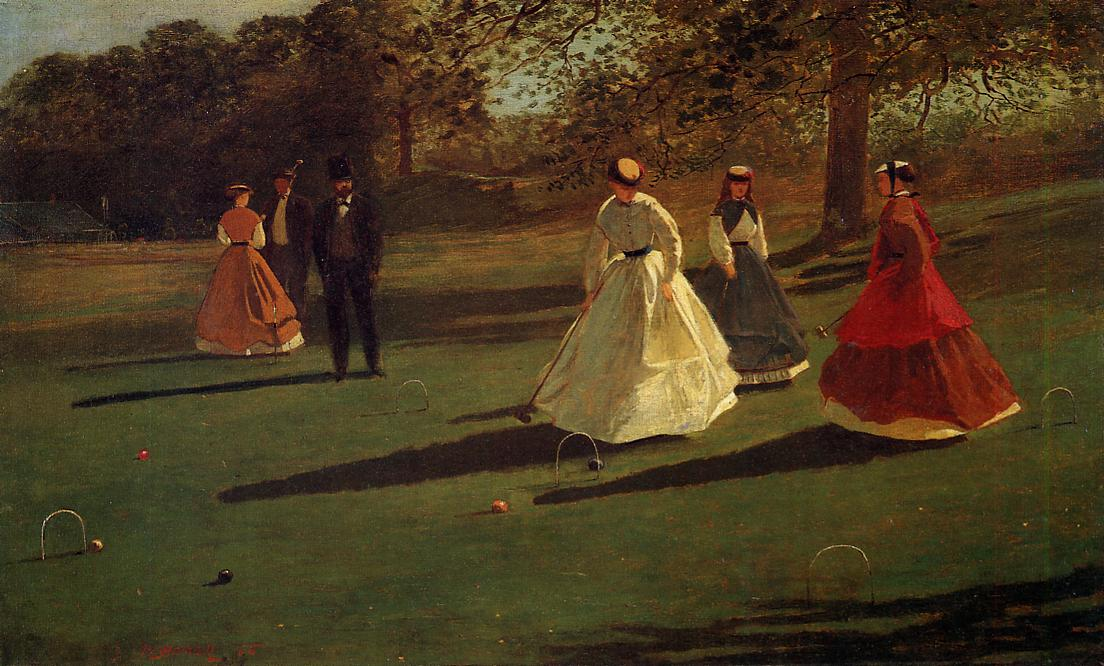
Winslow Homer, Grający w krokieta, 1865
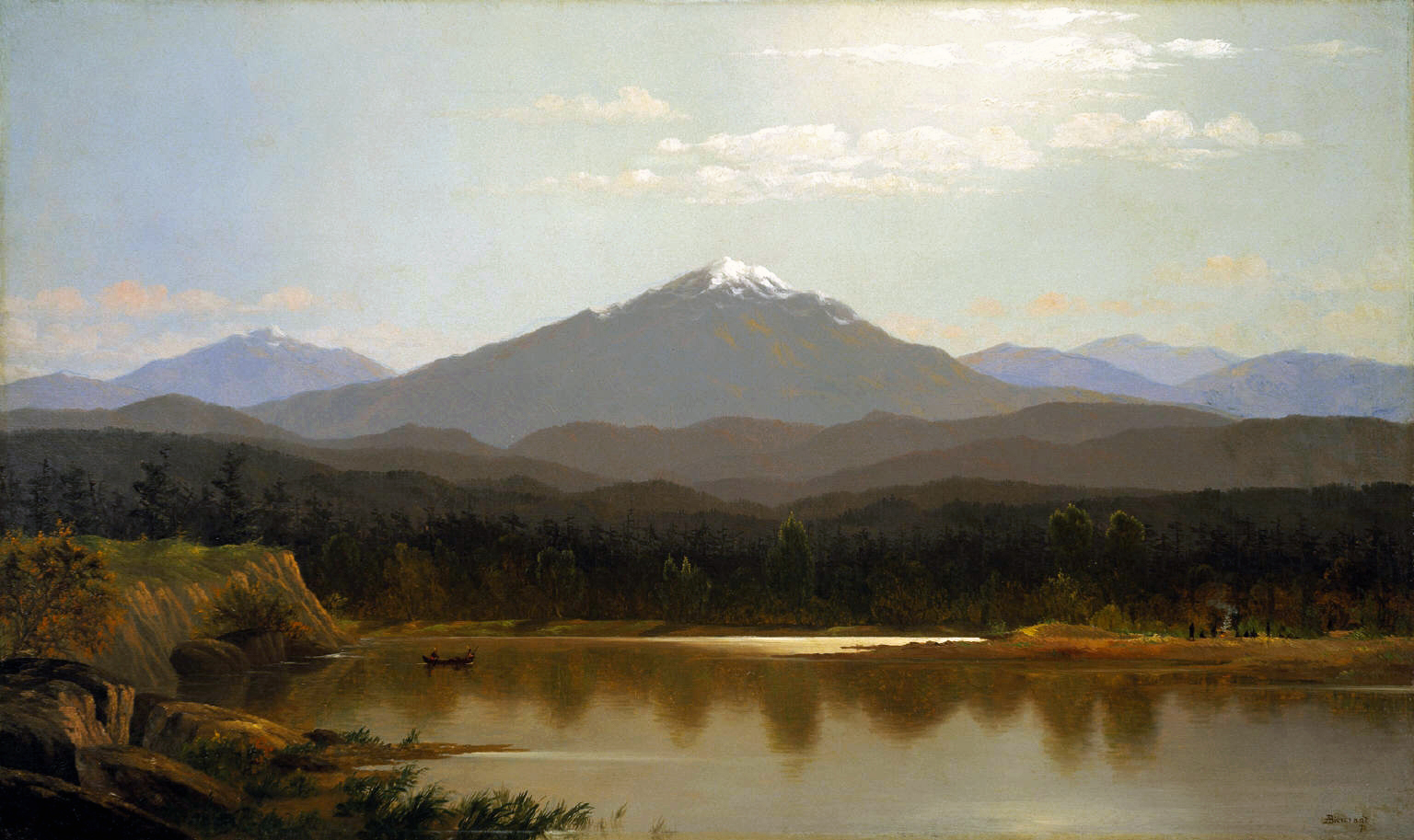
Albert Bierstadt, Laramie Peak, 1870
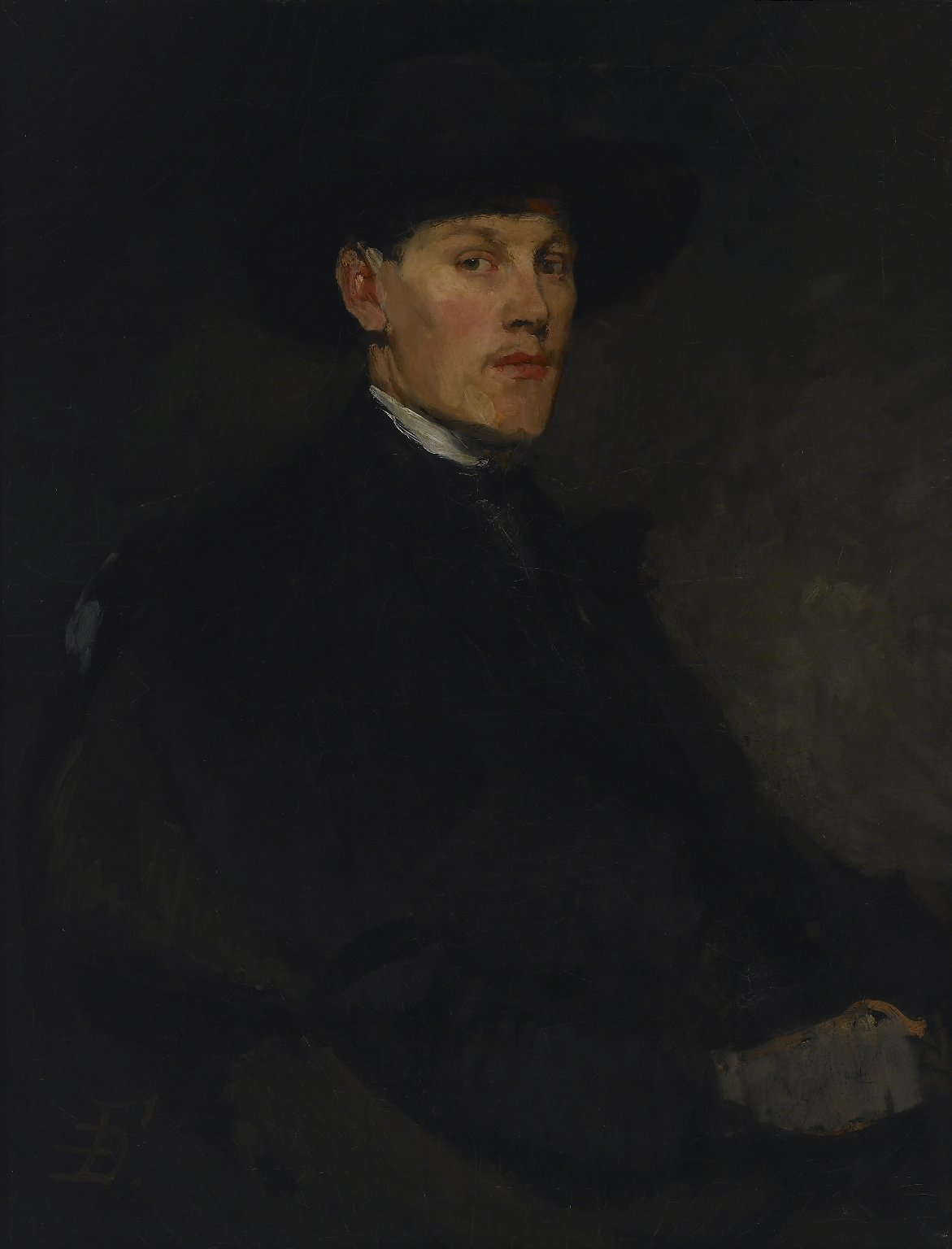
Frank Duveneck, Portret młodego mężczyzny, po 1870
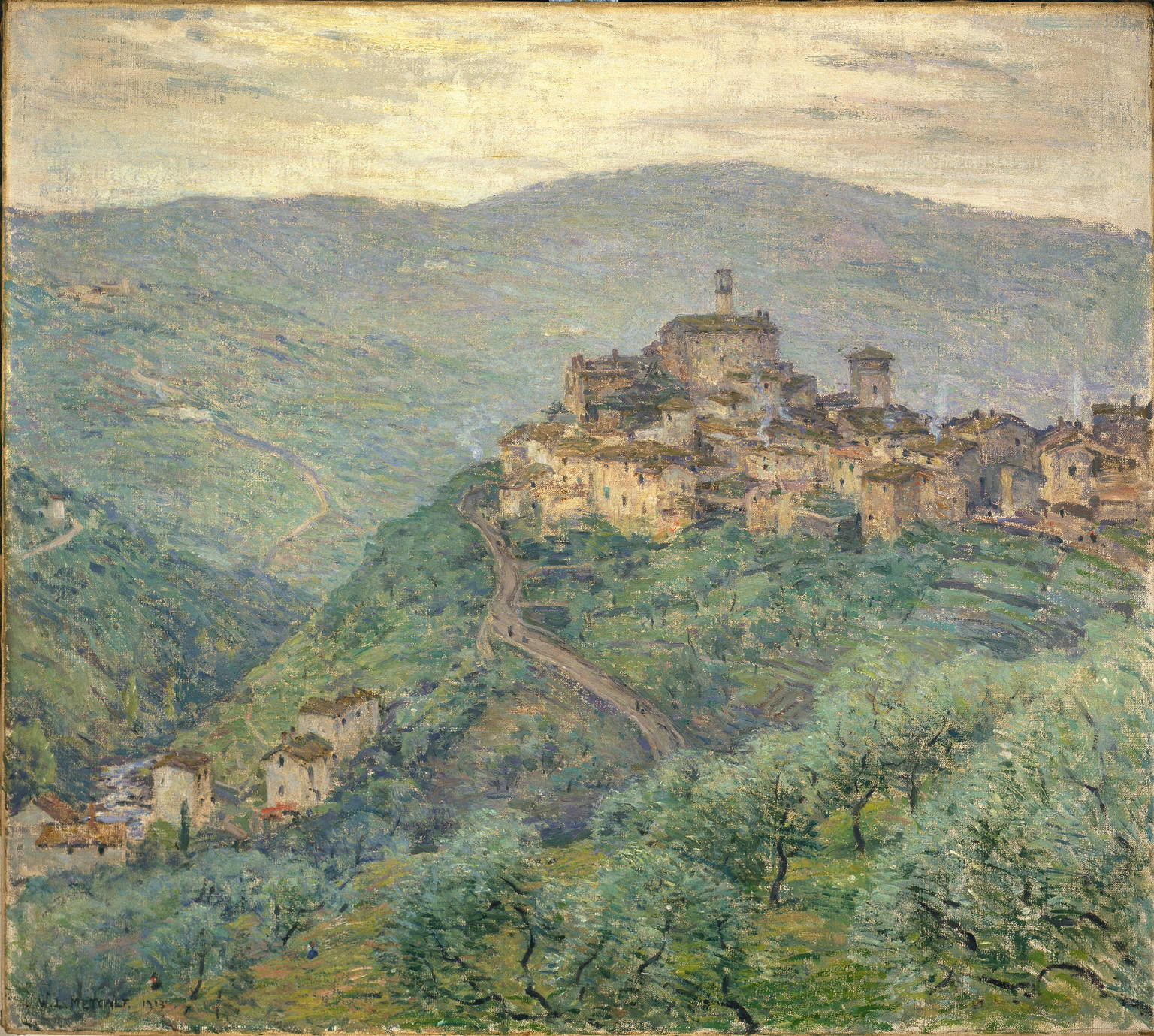
Willard Metcalf, Pelago, Toskania, 1913
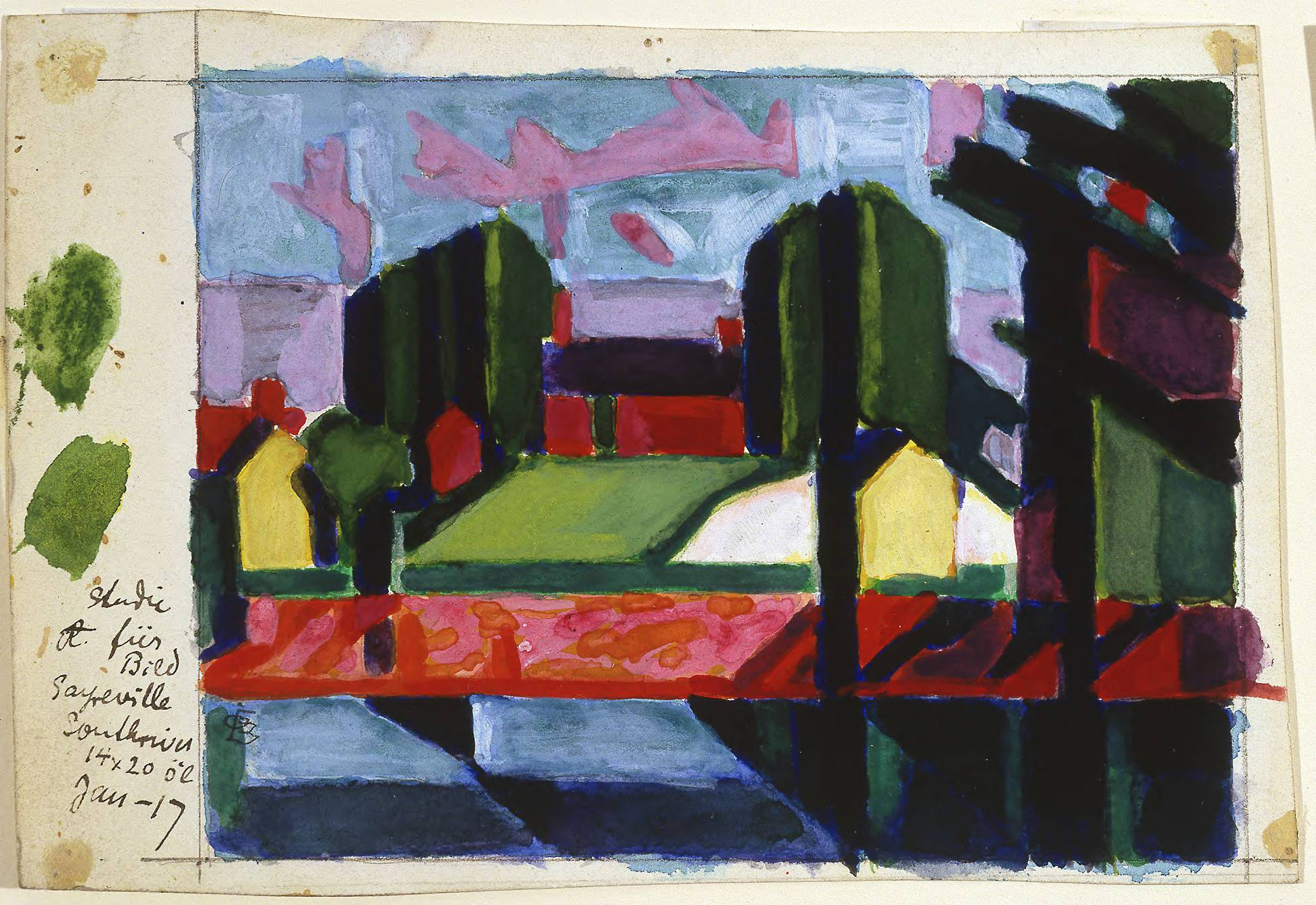
Oscar Bluemner, Studium starego kanału (czerwień i zieleń), 1916

### Malarstwo europejskie

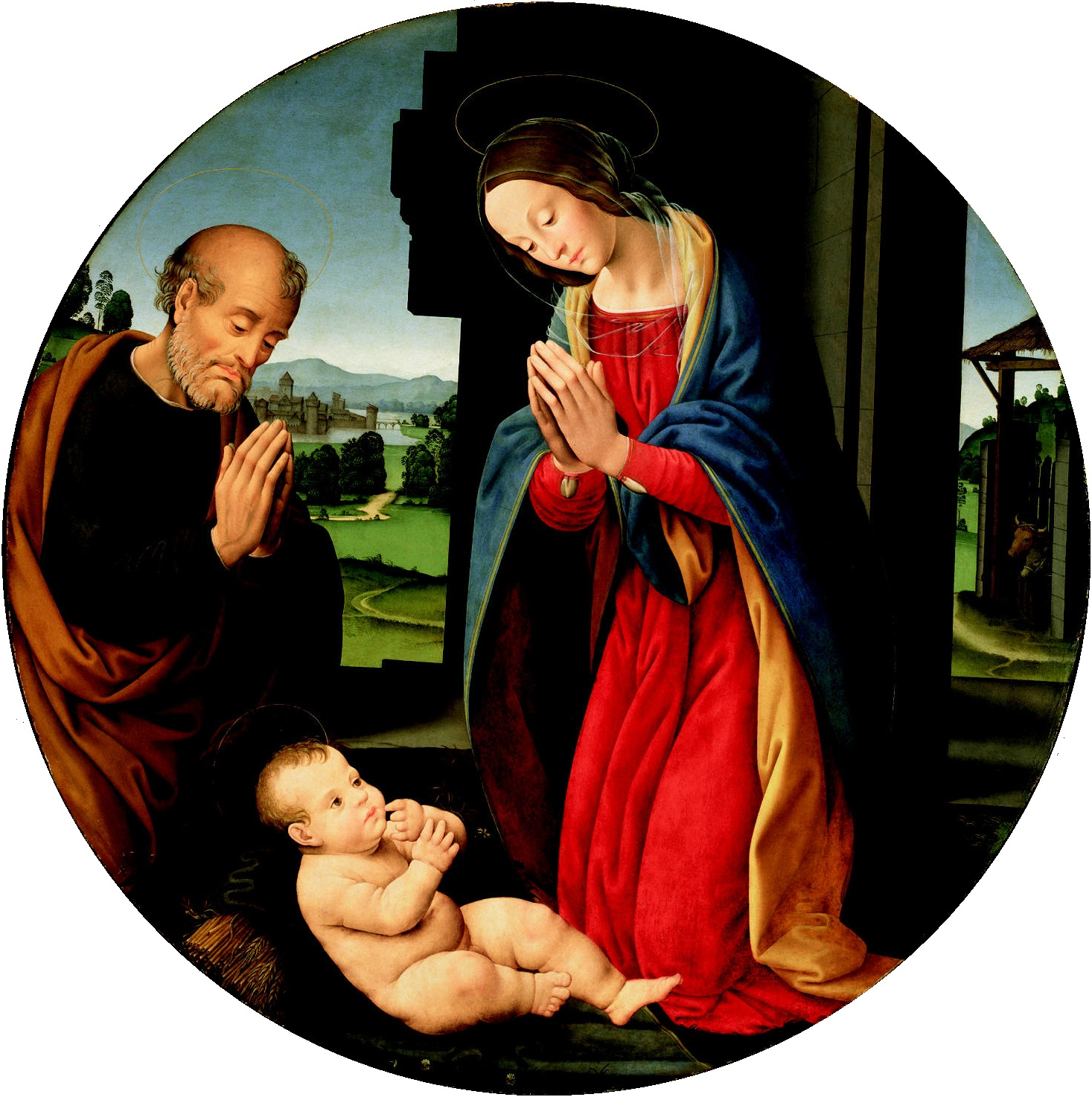
Lorenzo di Credi i uczniowie, Adoracja Chrystusa, ok. 1510
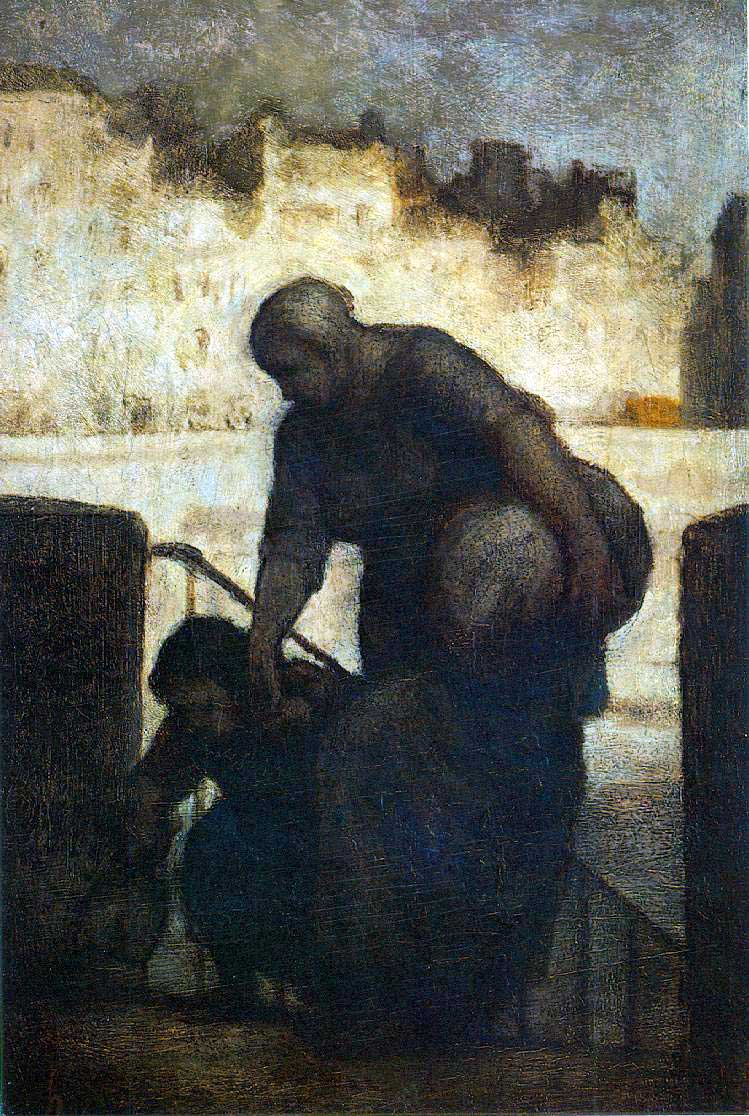
Honoré Daumier, Praczka na Quai d’Anjou, ok. 1860
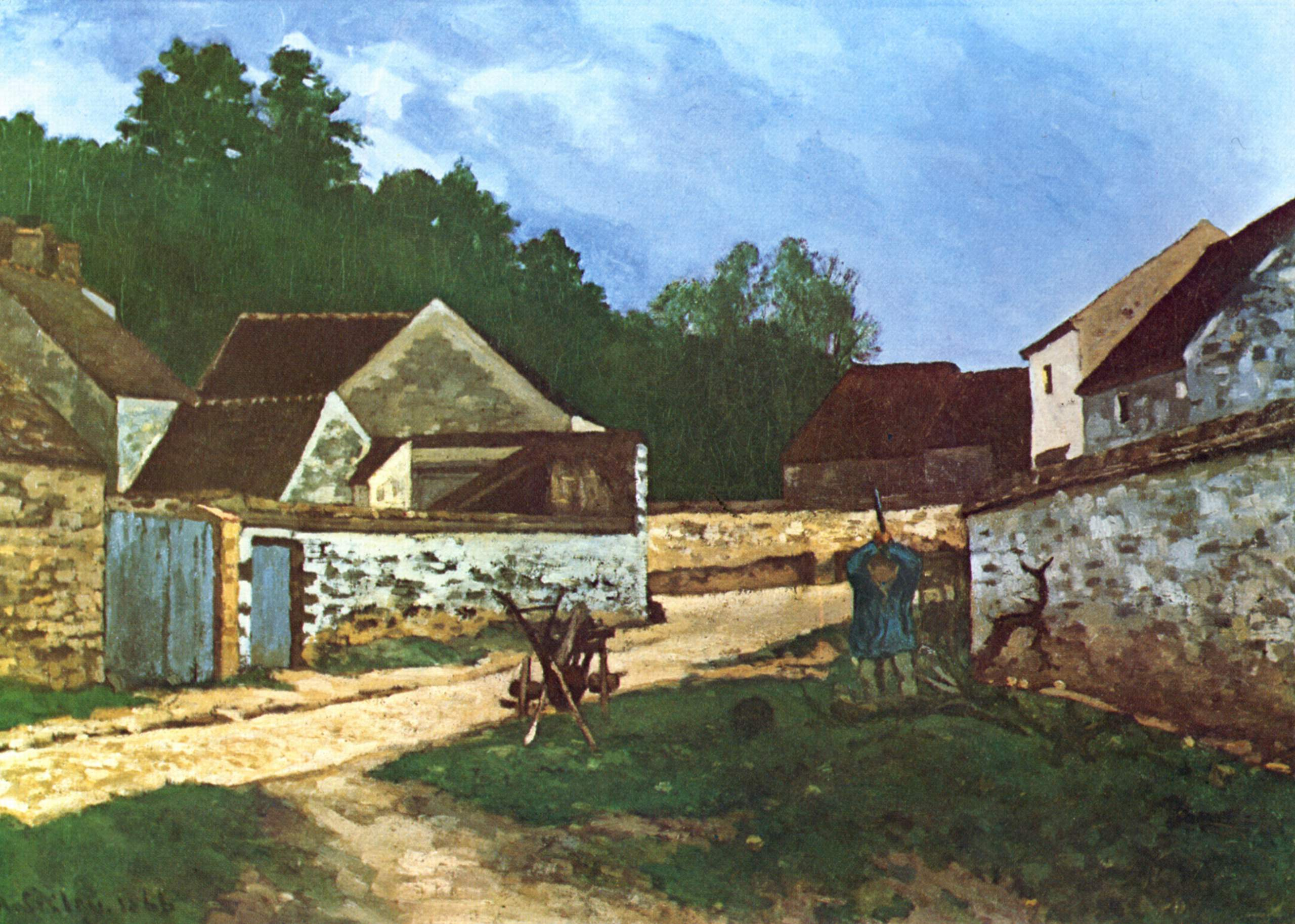
Alfred Sisley, Wiejska ulica w Marlotte, 1866
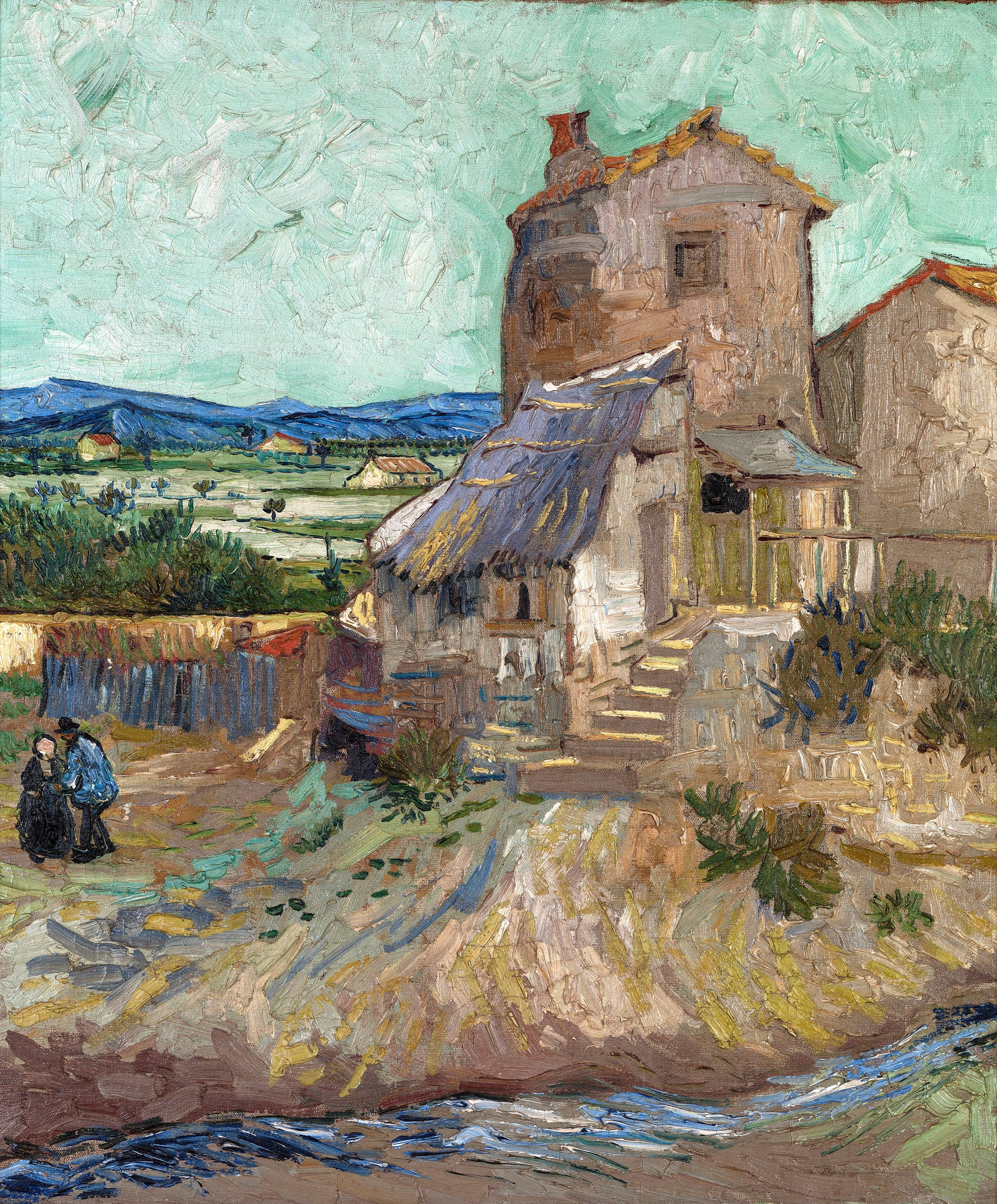
Vincent van Gogh, Stary młyn 1888
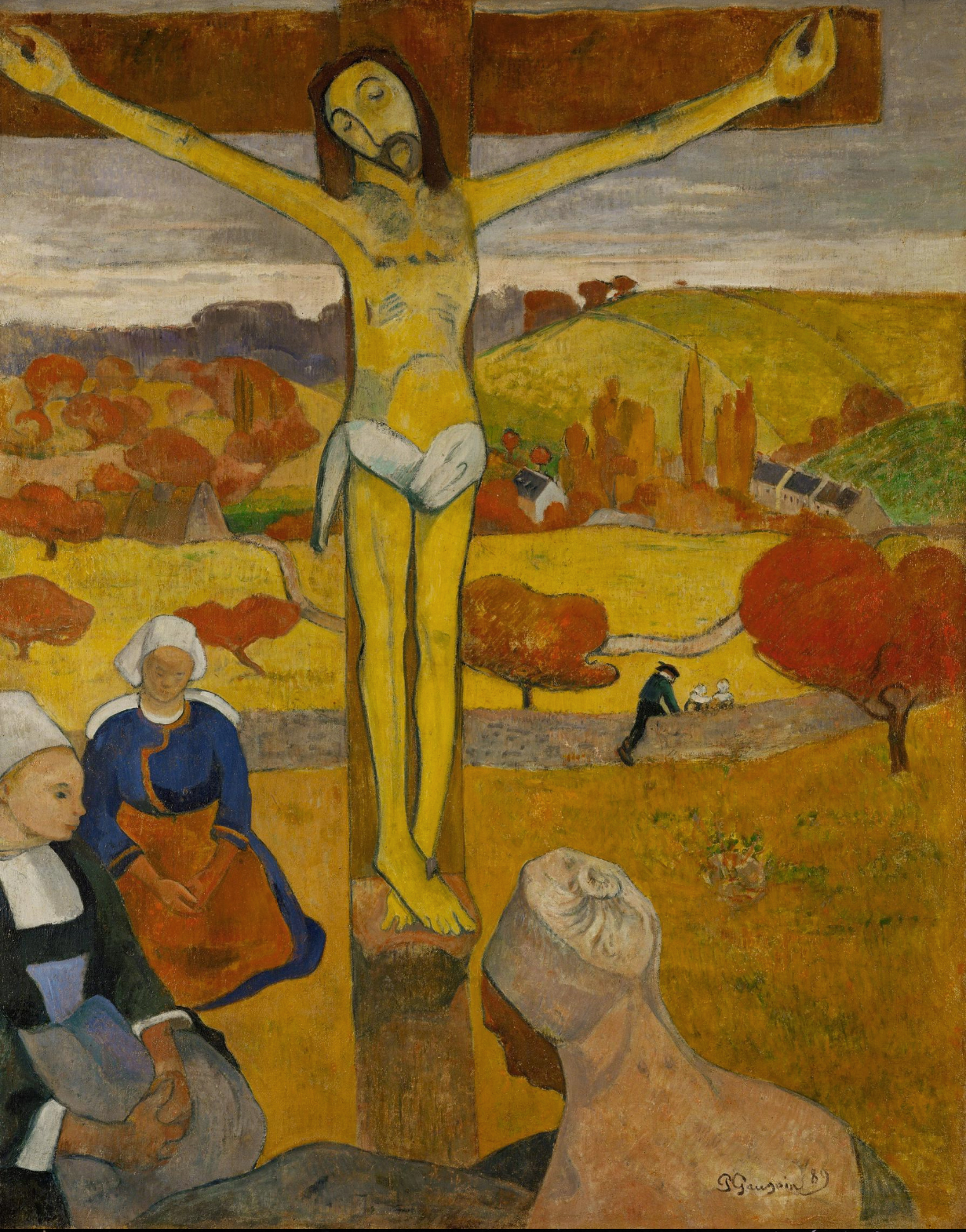
Paul Gauguin, Żółty Chrystus, 1889
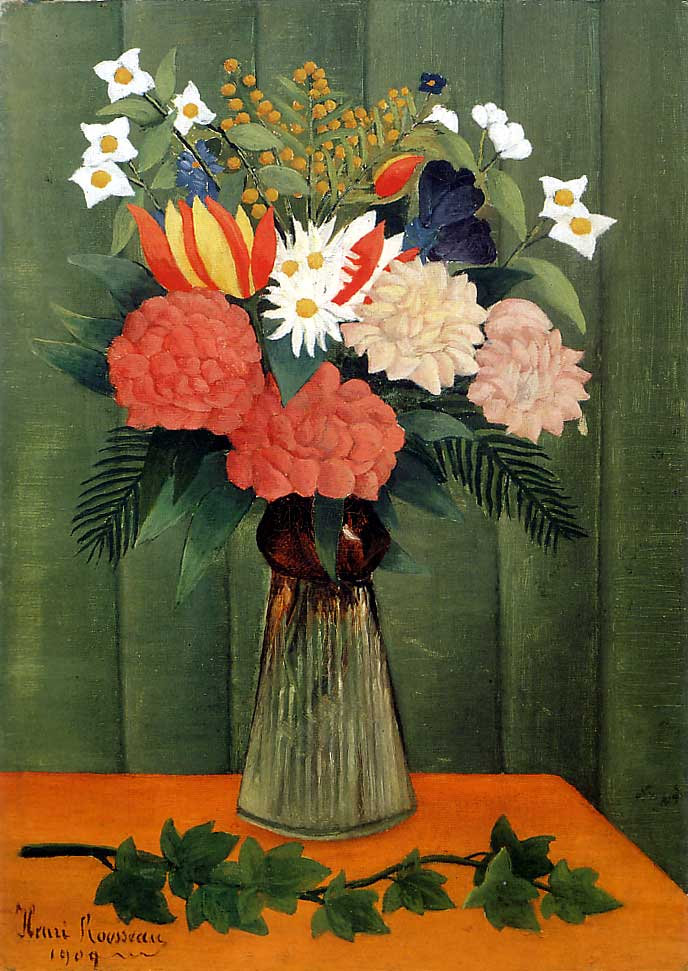
Henri Rousseau, Bukiet kwiatów z gałązką powoju, 1909
Ernst Ludwig Kirchner, Portret kobiety, 1911
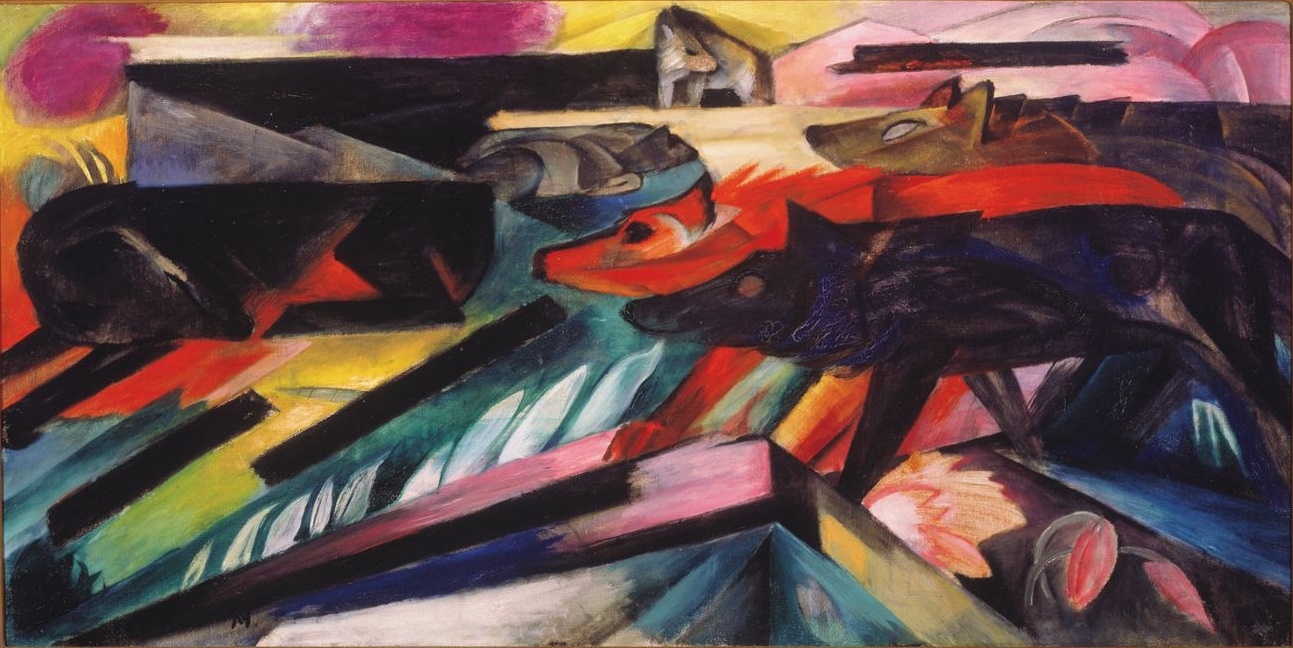
Franz Marc, Wilki (wojna bałkańska), 1913
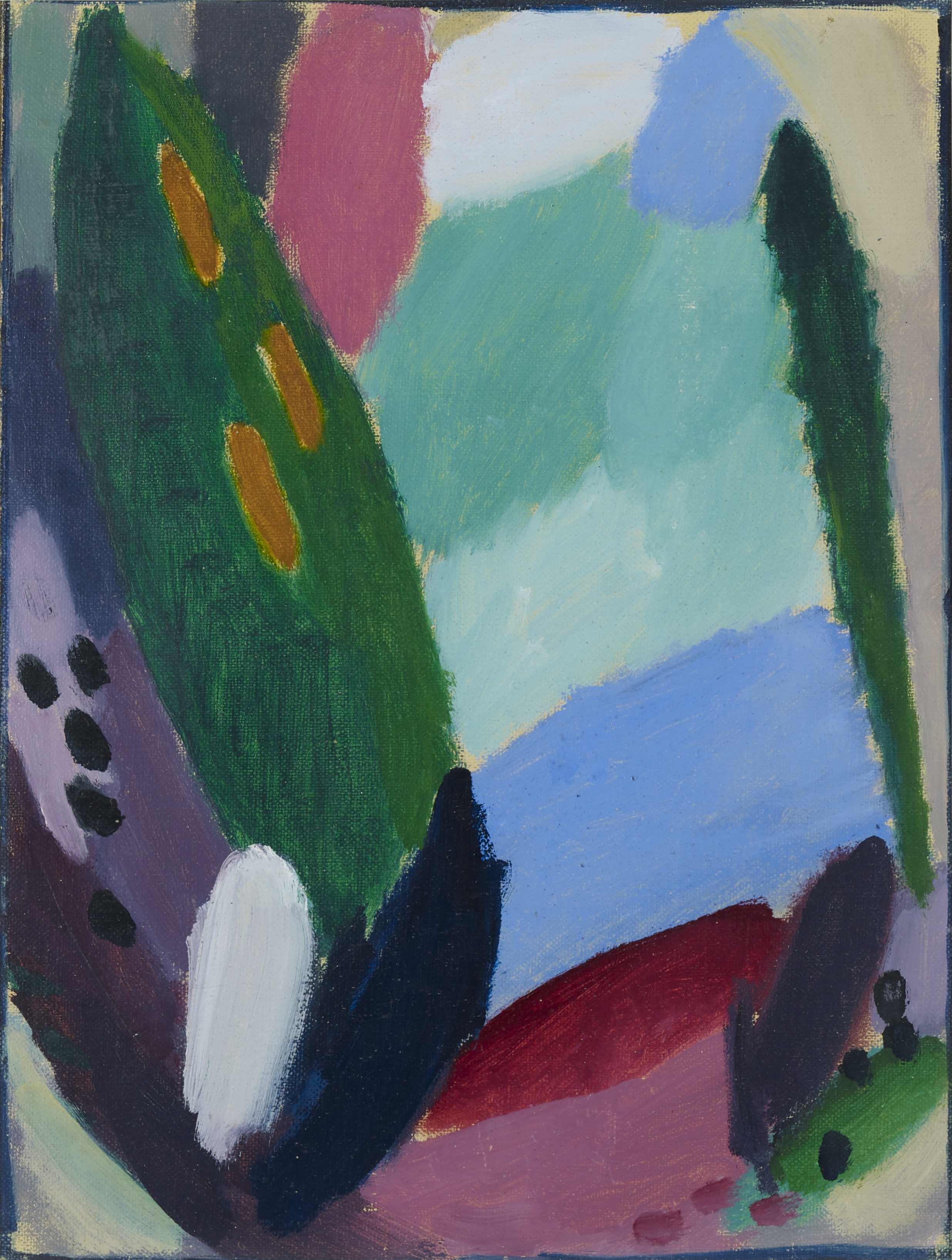
Aleksiej Jawlensky, Wariacja nr 10, 1916
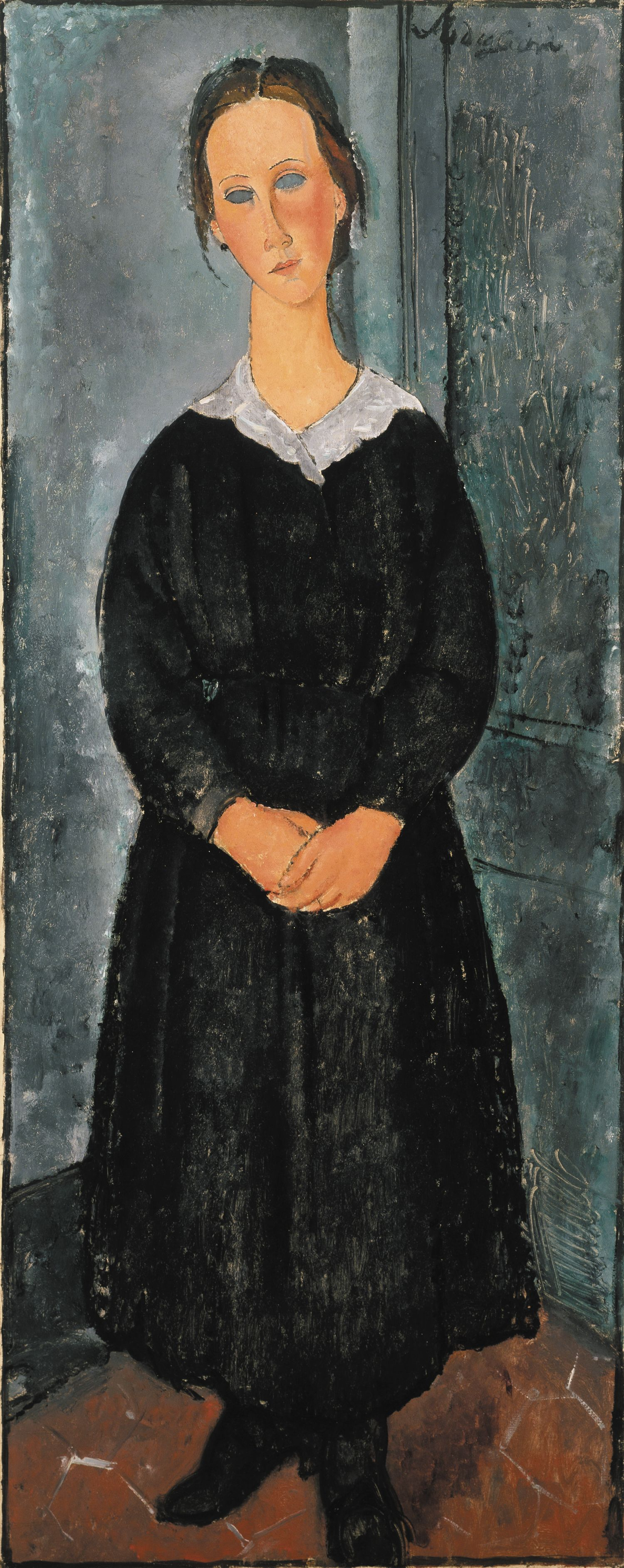
Amedeo Modigliani, Młoda służąca, ok. 1918